# Balduin II. Jeruzalemski
Balduin II. Jeruzalemski (fr. Badouin du Bourcq), poznat i kao Balduin de Rethel (? – Jeruzalem, Jeruzalemsko Kraljevstvo, 21. kolovoza 1131.), francuski plemić, edeški grof (1100. – 1118.) i jeruzalemski kralj (1118. – 1131.) iz francuske plemićke i jeruzalemske kraljevske obitelji Rethel. Bio je jedan od križarskih vođa za vrijeme Prvog križarskog rata (1096. – 1099.), koji je podupirao djelovanje viteških redova osnovanih tijekom svoje vladavine, što mu je omogućilo teritorijalno proširenje granica kraljevstva i pomoglo u obrani od muslimanskih napada.

## Životopis

### Rani život i obitelj
Rodio se u drugoj polovici 11. stoljeća u ardenskom području Kraljevine Francuske, kao treće od sedmero djece i najmlađi od trojice sinova u obitelji grofa Huga I. od Rethela i majke Melisende od Montlhéryja sa sjedištem u dvorcu Bourcq, zbog čega je nazivan i Balduin de Bourcq. Najstariji rat Manases trebao je naslijediti grofoviju Rethel od oca, ali umro je 1115. godine pa je grofoviju naslijedio drugorođeni sin Gervais poslije očeve smrti 1118. godine. Budući da je Balduin, kao najmlađi brat u obitelji već bio stupio na jeruzalemsko prijestolje, a Gervais je umro 1124. godine bez potomstva, naslijedila ga je najstarija sestra Matilda kao grofica od Rethela. Njenom udajom za plemića Oda od Vitryja, njen suprug je postao novi grof od Rethela iure uxoris. Vladao je zajedno sa suprugom Matildom do njene smrti 1151., a poslije toga samostalno. Naslijedio ga je njihov sin Guitier, Balduinov nećak.
Treća Balduinova sestra Cecilija Le Bourcq udala se na zahtjev njenog brata za Rogera Salernitanskog, dok se njegova četvrta sestra Beatrica udala za armenskog gospodara Cilicije Lava I.

### Pohod u Prvi križarski rat (1096. – 1099.)
Na traženje bizantskog cara Aleksija I. Komnena (1081. – 1118.), papa Urban II. (1088. – 1099.) pozvao je europske kršćanske vitezove u obranu Carigrada i Svete zemlje. Budući da kao najmlađi od trojice sinova, Balduin nije mogao očekivati da će naslijediti očev naslov i feud odazvao se pozivu na križarsku vojnu te otisnuo s dvojicom rođaka, Godofroyjem de Bouillonom i Balduinom Bulonjskim, na čelu križarske vojske u kolovozu 1096. godine prema Carigradu. Križari su doputovali u Carigrad u prosincu iste godine te su nakon dogovora s bizantskim carem otputovali u Malu Aziju, a odatle prema Svetoj zemlji u Prvi križarski rat.
Balduin se borio u vojsci svog rođaka Balduina Bulonjskog u pohodu na Ciliciju 1097. godine te u brojnim sukobima protiv Seldžuka tijekom kojih je pomogao u oslobođenju gradova Turbessela, Ravendela i Edessa od muslimanske vlasti. Po osvajanju grada Edese 1098. godine, Balduinov rođak, Balduin Bulonjski osnovao je Grofoviju Edesu i postao njenim prvim grofom.
U ljeto 1099. Balduin de Bourcq je sudjelovao u opsadi Jeruzalema 1099. godine u okviru koje je osvojen taj grad, a križari su potom masakrirali na tisuće njegovih stanovnika, mahom muslimana i Židova. Po oslobođenju Jeruzalema, Balduinov drugi rođak, Godofroy de Bouillon uzeo je naslov Zaštitnika Svetog Groba, čime je postao prvi vladar Jeruzalemskog Kraljevstva.

### Edeški grof
Godine 1100., nakon smrti prvog jeruzalemskog vladara Godofroyja de Bouillona, njegov brat Balduin Bulonjski odrekao se naslova edeškog grofa, kojeg je predao Balduinu de Bourcqu i otišao u Jeruzalem gdje je okrunjen kao prvi jeruzalemski kralj, pod imenom Balduin I. (1100. – 1118.).
Sljedeće je godine novi grof Balduin de Bourcq porazio vojsku bega Sökmen Artakida i odagnao opasnost od svoje grofovije. Nekoliko godina kasnije, dana 7. svibnja 1104. godine, udružene snage seldžučkih vođa, bega Sökmena i mosulskog atabega Jirkimiša napale su Edesu i zarobile grofa Balduina. Bio je otkupljen i oslobođen iz zarobljeništva tek 1108. godine, ali nije mogao odmah preuzeti grofovsku dužnost u Grofoviji Edesi, jer je vlast bio uzurpirao galilejski knez Tankred Hautevilleski, koji je ujedno obnašao i dužnost regenta Edese. U međuvremenu je Tankred preuzeo regentstvo Kneževine Antiohije, nakon odlazka kneza Bohemunda I., čime je postao jedan od najmoćnijih velikaša sjeverne Sirije. Nakon preuzimanja Antiohije, Tankred je prepustio upravu nad Edesom Rogeru Salernitanskom koji je djelovao kao Tankredov vazal.
Godine 1107. vojni zapovjednik Jawali Saqawa porazio je atabega Jikirmiša i zauzeo vlast u Mosulu, nakon čega je sljedeće godine oslobodio Balduina za otkupninu od 30.000 dinara. Poslije oslobođenja, Balduin je krenuo prema Edesi kako bi preuzeo natrag vlast nad svojom grofovijom, ali Tankred mu je zanijekao pravo na povratak dok mu se ne zakune na odanost. Balduin je na to otputovao u Turbessel, gdje je okupio vojsku od okolnih pokrajina te je na njenom čelu krenuo u Antiohiju gdje je prisilio Tnakreda da mu vrati vlast nad Grofovijom Edesom. Unatoč tome, nastavio se sukob između Balduina de Bourcqa i Tankreda kojemu je stao na kraj jeruzalemski kralj Balduin I., bojeći se za sigurnost kraljevstva i ostalih križarskih država. Konačan mirovni sporazum između Balduina i Tankreda zapečačen je udajomm Balduinove sestre Cecilije za Rogera Salernitanskog, Tankredovog nasljednika na časti antiohijskog kneza te ženidbom Joscelina za Rogerovu sestru Mariju.

### Jeruzalemski kralj
Budući da kralj Balduin I. nije imao djece, za svog nasljednika je odredio svoga najstarijeg brata, bulonjskog grofa Eustahija III., a ukoliko on ne bi prihvatio kraljevsku krunu, odredio je da ga naslijedi rođak, drugi edeški grof Balduin de Bourcq. Godine 1118. kralj Balduin I. je umro, a naslijedio ga je rođak kao kralj Balduin II. Još 1101. godine oženio se s Morfijom od Melitane, kćerkom bogatog armenskog generala i gospodara Melitane s kojom je imao četiri kćeri: Melisandu, Alisu, Hodiernu i Iovetu. Okrunio se za kralja, zajedno sa suprugom dana 25. prosinca 1119. godine.
Godine 1120. sazvan je koncil u Nablusu kojim su predsjedavali kralj Balduin II. i patrijarh Warmund, a na njemu su se riješavala brojna svjetovna i crkvena pitanja od značaja za Jeruzalemsko Kraljevstvo. Radi učvršćenja stabilnosti i obrane kraljevstva, Balduin II. je predao Brdo hrama viteškom redu templara, kojeg su osnovali Godfrey de Saint-Omer i Hugo de Payens.
U pokušaju da spasi Joscelina, u to vrijeme regenta Grofovije Edese iz muslimanskog zarobljeništva, Balduin II. je poveo svoju vojsku 1123. godine na grad Kharput, kojeg je držao Belek Ghazi. U sukobu je Balduin II. zarobljen i zatočen u Alepu, a oslobođen je sljedeće godine na inicijativu njegove supruge Morfije i Joscelina koji su osigurali 80.000 dinara za njegovo oslobođenje.
Godine 1225. kralj Balduin II. pobijedio je Seldžuke pod vodstvom Aq-Sunqura i il-Bursuqi Toghtekina u bitci kod Azaza, čime je ostvario veliki uspjeh koji mu je pomogao konsolidirati križarske posjede u Svetoj zemlji i stabilizirati kršćansku vlast. Iako su križari imali brojčano manju vojsku, presudila je taktika križarske konjice koja je slomila seldžučku vojsku.
Kralj Balduin II. umro je 1131. godine. Budući da nije ostavio muških potomaka, naslijedila ga je najstarija kći Melisenda, koju je udao za grofa Fulka V. Anžujskog. Poslije Balduinove smrti naslijedili su ga Fulko kao jeruzalemski kralj i Melisenda kao jeruzalemska kraljica.